# Wyżni Lalkowy Przechód
Wyżni Lalkowy Przechód (niem. Oberer Puppendurchgang, słow. Vyšný lalkový priechod, węg. Felső-Békásbabai-átjáró) – przełączka w południowo-zachodniej, opadającej do Czarnostawiańskiego Kotła grani Żabiego Mnicha w Tatrach Polskich. Znajduje się w niej pomiędzy Żabią Lalką (ok. 2095 m) i Wyżnią Lalkową Turniczką. Żabia Lalka opada na Wyżni Lalkowy Przechód ścianą o wysokości około 240 m. Z przełączki na północny wschód do Białczańskiego Upłazu opada Lalkowy Zachód, w górnej części wąski i stromy, niżej szeroki i mało stromy. Stanowi on najłatwiejsze wejście na Wyżni Lalkowy Przechód. Południowo-zachodnia grań Żabiego Mnicha udostępniona jest do wspinaczki skalnej i jest to jeden z najbardziej popularnych rejonów wspinaczkowych nad Morskim Okiem. Wskutek dużego ruchu taternickiego Lalkowy Zachód uległ „erozji taternickiej” i stał się piarżysty. Na przeciwną stronę z przechodu w górę ciągnie się wąska i eksponowana półka, górnym końcem dochodząca do trawników nieco poniżej Białczańskiej Przełęczy Wyżniej. Jest to Lalkowy Chodnik.
Autorem nazwy przełączki jest Władysław Cywiński.

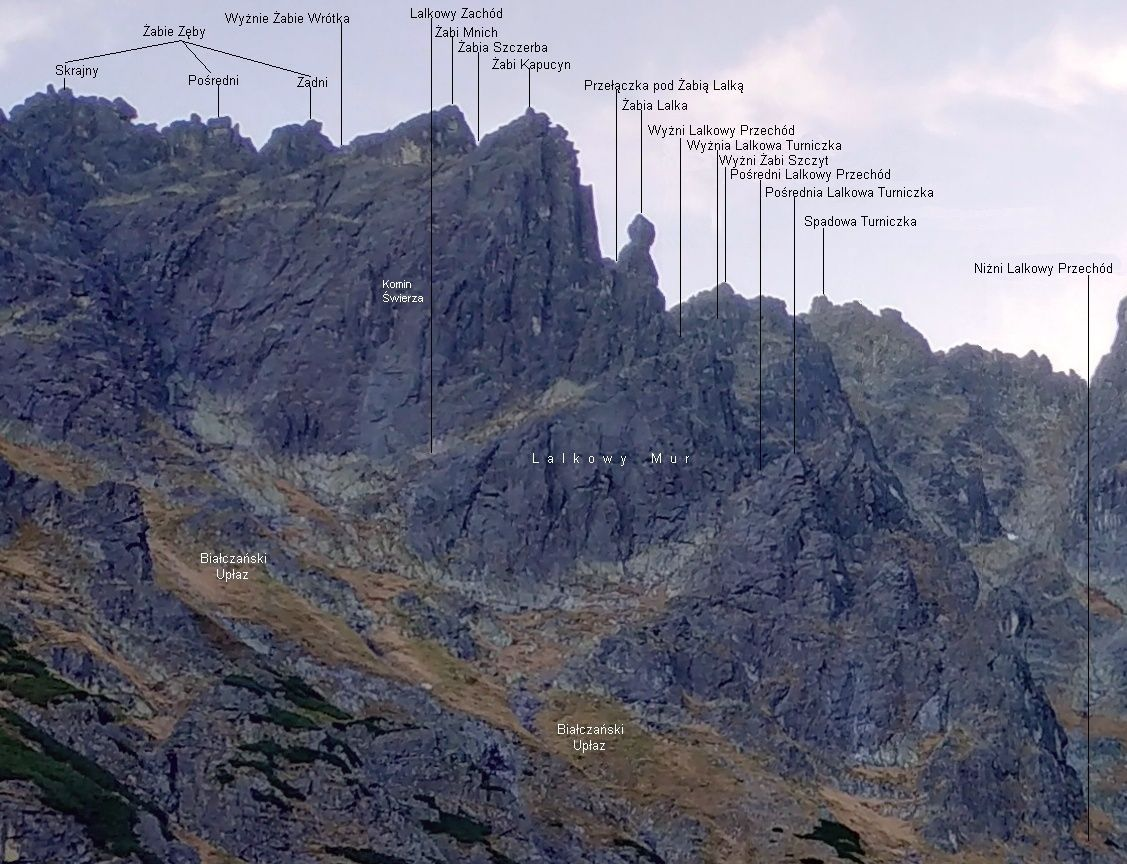
Widok od północy

## Drogi wspinaczkowe
1. Z południowo-wschodniego brzegu Czarnego Stawu przez Białczański Upłaz i Wyżni Lalkowy Przechód (na Białczańską Przełęcz Wyżnią); I w skali tatrzańskiej, czas przejścia 1 godz.
2. Południowo-zachodnią granią Żabiego Mnicha; V, czas przejścia od Niżniego Lalkowego Przechodu na Żabiego Mnicha 3 godz.
3. Z Białczańskiej Przełęczy Pośredniej obchodząc masyw Żabiego Mnicha po zachodniej stronie; 0+ lub I, 45 min[2].